# Wirk-Prinzip-Prüfung
Die Wirk-Prinzip-Prüfung (W-P-P) ist eine Prüfung des bestimmungsgemäßen Zusammenwirkens von Anlagen. Sie ist im Bauordnungsrecht in der Muster-Prüfverordnung verankert. Die W-P-P ist durch bauordnungsrechtlich anerkannte Prüfsachverständige für sicherheitstechnische Anlagen durchzuführen.

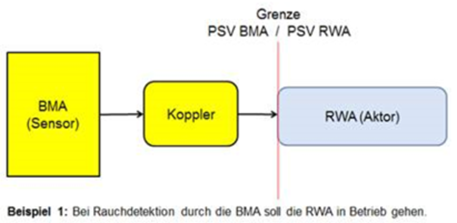

Bei der W-P-P stehen zwei Themen im Fokus: die Funktion der technischen und sicherheitstechnischen Anlagen im Normalbetrieb und deren bestimmungsgemäßes Zusammenwirken während eines Störfalls oder Gefahrenfalls. Die Prüfung des bestimmungsgemäßen Zusammenwirkens von Anlagen (Wirk-Prinzip-Prüfung) ist eine gewerkverbindende Prüfung einer bauordnungsrechtlich prüfpflichtigen Anlage mit einer anderen bauordnungsrechtlich prüfpflichtigen Anlage oder einer anderen Anlage. Dabei kommt es darauf an, dass die geprüfte technische Anlage im Zusammenspiel mit einer anderen Anlage richtig funktioniert, wie etwa Brandmeldeanlagen mit Entrauchungsanlagen. So sollen beispielsweise bei einem Brand nicht nur der Alarm ausgelöst werden, sondern auch die richtigen Entrauchungsklappen öffnen und/oder ein entsprechender Entrauchungsvolumenstrom sich einstellen. Aufgrund der wachsenden Komplexität der Anlagen müssen auch die entsprechenden Schnittstellen geprüft werden, um sicherzustellen, dass im Gefahrenfall alle Sicherheitseinrichtungen die an sie gestellten Aufgaben erfüllen.
Die Prüfung des bestimmungsgemäßen Zusammenwirkens von Anlagen wird in der Regel gewerkbezogen im Rahmen der Prüfung vor Inbetriebnahme sowie bei jeder wiederkehrenden Prüfung durchgeführt. Der Prüfsachverständige, der die angesteuerte Anlage prüft, hat die Wirkung des Aktor-Signals in Bezug auf das von ihm geprüfte Gewerk zu prüfen. Es ist zu prüfen, dass z. B. im Brandfall alle erforderlichen Meldungen zwischen zwei Anlagen sicher über die Schnittstelle übertragen werden (Wirk-Prinzip-Prüfung).
Die Prüfung des bestimmungsgemäßen Zusammenwirkens erfolgt in dem Beispiel 1 durch den Prüfsachverständigen (PSV) der RWA.
Die W-P-P ist grundsätzlich für alle technischen Anlagen erforderlich, wenn mindestens eine davon in der MPrüfVO genannten Anlage beteiligt ist. Bei der Prüfung des bestimmungsgemäßen Zusammenwirkens der zu prüfenden Anlagen sind nur die bauordnungsrechtlichen Auflagen maßgebend. Diese sind den Sonderbauverordnungen und Sonderbaurichtlinien zu entnehmen; darüber hinaus kann im jeweiligen Baugenehmigungsverfahren weiteres Zusammenwirken bestimmt sein. Ein Ergebnis der Ordnungsprüfung kann allerdings auch sein, dass kein bauordnungsrechtlich gefordertes Zusammenwirken unter den beteiligten Anlagen gefordert ist.
Anforderungen an die Prüfung des bestimmungsgemäßen Zusammenwirkens von Anlagen (Wirk-Prinzip-Prüfung) werden z. B. im VdTÜV-Merkblatt Gebäudetechnik 1803 genannt und der Prüfumfang beschrieben, welches vom TÜV-Verband veröffentlicht ist.
Schutzzielorientiert können noch weitere Prüfungen sinnvoll und erforderlich sein. Darüber hinaus kann in den Sonderbauvorschriften auch das bestimmungsgemäße Zusammenwirken von technischen Anlagen außerhalb des Geltungsbereichs der MPrüfVO verlangt werden. Die W-P-P ist nicht mit dem Umfang der „Gewerke übergreifende Prüfung“ (GÜP) zu verwechseln. Die GÜP wird im VdTÜV-Merkblatt Gebäudetechnik 1804 beschrieben.

## Rechtliche Vorgaben
Seit 2012 ist die Wirk-Prinzip-Prüfung Bestandteil der Prüfverordnungen der Bundesländer. Anfänglich in Niedersachsen und Bremen, inzwischen verpflichtend in zehn Bundesländern. Dabei wird sie im Baurecht der einzelnen Bundesländer unterschiedlich manifestiert. So wird sie namentlich und auch in ihrer Durchführung in der Muster-Prüfverordnung erwähnt: MPrüfVO; § 2 Prüfungen: „Durch Prüfsachverständige für die Prüfung technischer Anlagen müssen auf ihre Wirksamkeit und Betriebssicherheit einschließlich des bestimmungsgemäßen Zusammenwirkens von Anlagen (Wirk-Prinzip-Prüfung) geprüft werden.“
Das Land Niedersachsen greift zu einer, um „andere Anlagen“, erweiterten Formulierung: § 30, Regelmäßige Überprüfung technischer Anlagen. „(1) Technische Anlagen in … Aufzählung der Sonderbauten… müssen, wenn sie der Erfüllung bauordnungsrechtlicher Anforderungen dienen, durch Sachverständige im Sinne des § 1 der Bauordnungsrechtlichen Sachverständigenverordnung (BauSVO) oder des § 5 Abs. 1 oder 4 BauSVO auf ihre Wirksamkeit und Betriebssicherheit einschließlich des bestimmungsgemäßen Zusammenwirkens untereinander und mit anderen Anlagen überprüft werden.“
| Bundesland             | Verordnung               | Fundstelle                        |
| ---------------------- | ------------------------ | --------------------------------- |
| Berlin                 | BetrVO: 2017-03          | Teil II, § 2, Abs. 2              |
| Brandenburg            | BbgSGPrüfV: 2016-09      | § 2, Abs. 1                       |
| Bremen                 | BremAnlPrüfV: 2016-01    | § 2, Abs. 1                       |
| Hessen                 | TPrüfV: 2020-12          | § 2, Abs. 1                       |
| Mecklenburg-Vorpommern | BauPrüfVO M-V: 2016-04   | Teil 4, Abschnitt 1, § 28, Abs. 2 |
| Niedersachsen          | DVO-NBauO: 2012-09       | § 30, Abs. 1                      |
| Nordrhein-Westfalen    | PrüfVO NRW: 2018-12      | Teil 1, § 2, Abs. 1               |
| Sachsen                | SächsTechPrüfVO: 2014-11 | § 2, Abs. 1                       |
| Sachsen-Anhalt         | TAnlVO: 2014-11          | § 2, Abs. 1                       |
| Schleswig-Holstein     | PrüfVO: 2021-05          | § 2, Abs. 1                       |
| Muster der IS-ARGEBAU  | MPrüfVO: 2011-03         | § 2, Abs. 1                       |

Allerdings ist das bestimmungsgemäße Zusammenwirken der einzelnen Gewerke der technischen Gebäudeausrüstung (TGA) nicht nur in Sonderbauten wichtig. Die Vernetzung nimmt für alle Gebäudetypen zu. In vielen Bauvorhaben werden neben der geforderten Brandfallmatrix auch noch Matrizen in weiteren Gewerken, auch hier übergreifend, erstellt. Ein Großteil dieser Matrizen entzieht sich der Prüfung durch TGA-Planer, weil diese die Prozessabläufe in Einrichtungen betreffen, die nicht dem Baurecht unterliegen, wie z. B. Förderanlagen oder Produktionslinien. Die Information aus den Sicherheitsgewerken in diese Richtung wird hier teilweise als Befehl verstanden und es werden unabhängige Steuervorgänge ausgelöst. Dies führt vielfach zu konkurrierenden Steuerbefehlen, die im Gefahrenfall in den angesteuerten Gewerken oft nicht den gewünschten und sicherheitstechnisch geplanten Zustand herbeiführt. Selbst Systeme, die keine direkten Schnittstellen miteinander haben, können sich gegenseitig ungünstig beeinflussen.

## Durchführung der Wirk-Prinzip-Prüfung
Für die Durchführung von bauordnungsrechtlich geforderten Anlagenüberprüfung inkl. der Wirk-Prinzip-Prüfung können Betreiber bzw. Auftraggeber aus den jeweiligen Listen der Länder eine(n) Prüfsachverständige(n) für sicherheitstechnische Anlagen entnehmen und beauftragen. Oftmals ist die Anwesenheit von Wartungsfirmen, Sachkundigen und weiteren verantwortlichen Personen Voraussetzung für eine erfolgreiche Durchführung der Wirk-Prinzip-Prüfung. Demzufolge ist der Aufwand für die Terminkoordination nicht zu unterschätzen. Zudem greift die Wirk-Prinzip-Prüfung auch in den geregelten Ablauf des baulichen Objektes ein.

## Erstellung von Prüfplänen für die Prüfung
Für die Prüfung muss in der Vorbereitung ein detaillierter Prüfplan für alle zu prüfenden Szenarien erstellt werden. Über den Prüfplan definiert der Brandschutzkonzeptersteller die Soll-Funktion aller brandschutztechnisch relevanten Komponenten. Der Prüfer kann dann in der Prüfung Abweichungen von dieser Soll-Funktion leicht erkennen und als Mängel erfassen. Traditionell wurden diese Prüfpläne in sehr mühsamer Übertragungsarbeit in einem Tabellenkalkulationsprogramm wie Excel erstellt. Mittlerweile steht verschiedene Software zur Verfügung, diese Pläne in Sekunden automatisch aus der Brandfallsteuermatrix zu generieren.